# Full Blast (film, 1999)
Pour les articles homonymes, voir Full Blast.
Pour plus de détails, voir Fiche technique et Distribution.
Full Blast est un film québécois et acadien réalisé par Rodrigue Jean sorti en 1999. Le scénario du film est signé par Nathalie Loubeyre qui a fait une adaptation du roman de Martin Pître L'Ennemi que je connais. Tourné à Bathurst, il est considéré comme le premier film acadien du Nouveau-Brunswick, province du Canada, mais en réalité ce film est le deuxième film acadien du Nouveau-Brunswick après Le secret de Jérôme (1994) de Phil Comeau.

## Synopsis
Une grève dans une scierie située dans une petite communauté fictive au Nouveau-Brunswick met Steph (David La Haye) et Piston (Martin Desgagné) au chômage. Ils décident alors de faire renaître leur ancien groupe de musique mais Marie-Lou, l'ex chanteuse, par ailleurs aussi ex-femme de Piston, n'est pas enthousiaste à cette idée.

## Distribution
- David La Haye : Steph
- Martin Desgagné : Piston
- Louise Portal : Rose
- Marie-Jo Thério : Marie-Lou
- Patrice Godin : Charles
- Daniel Desjardins : Chico
- Luc Proulx : Le père de Steph
- Danica Arsenault : Juliette

## Fiche technique
- Titre : Full Blast
- Réalisation : Rodrigue Jean
- Scénario : Nathalie Loubeyre d'après le roman de Martin Pître intitulé L'ennemi que je connais.
- Musique : Robert M. Lepage
- Costumes :
- Genre :
- Pays :  Canada
- Distributeur : K-Films Amérique (Canada)
- Dates de sortie :
  - Canada : 15 septembre 1999 au Festival international du film de Toronto
  - Nouveau-Brunswick[réf. nécessaire] : 15 septembre 1999[réf. nécessaire]
  - France : 3 janvier 2001
- Format : Couleurs
- Durée : 95 minutes

## Autour du film
Ce film a reçu 2 récompenses (dont premier film canadien) et 3 nominations (acteur, actrice et musique originale).